# Pavel Hobl
Pavel Hobl (20. června 1935 Praha – 20. května 2007 Praha) byl český režisér. Během gymnaziálních studií si sice plánoval, že bude pokračovat na Vysoké škole uměleckoprůmyslové (UMPRUM), kde se hodlal zaměřit na scénografii, jenže pak ho zlákala režie, kterou vystudoval na Filmové a televizní fakultě Akademie múzických umění (FAMU). Navíc již v čase, kdy chodil na gymnázium, si přivydělával filmovým komparsem. FAMU dokončil roku 1958 absolutoriem u profesora Jiřího Lehovce.
Jeho druhou manželkou byla česká herečka a tanečnice Ivana Pavlová.

## Dílo
- studentské filmy[2]
  - Ztracená posice
  - Hřbitov, který nezemřel
- pro Studio dokumentárních filmů, kde pracoval v letech 1958 až 1962[2]
  - Pět plzeňských
  - Hrdinové džungle
  - Poznamenané město
  - Pozor, móda!
  - Na naší ulici tehdy po ránu
  - Život plný klidu
  - Kantáta o současnosti
- pro Filmové studio Barrandov, v němž pracoval mezi roky 1962 a 1969[2]
  - Máte doma lva?
  - Za pět minut sedm
  - Ztracená tvář
- pro Krátký film Praha, pro nějž dělal od roku 1969, než odešel do důchodu (1991)[2]
  - Velká neznámá
  - Třicet panen a Pythagoras
  - Konfese
  - Brána do Indie
  - Caprichos
  - Adresář
  - Joseph Haydn
  - Pantomima
  - Mimstory aneb Dlouhá tichá cesta
  - Santini

V některých svých filmech také hrál.
Veškerá umělecká pozůstalost Pavla Hobla je uložena v Národním filmovém archivu v Praze.